# Johan Axel Cedercreutz (1732–1796)
Johan Axel Cedercreutz, född 26 januari 1732, död 4 april 1796 i Ludvika, var en svensk friherre, jägmästare och brukspatron.
Han var son till Carl Gustaf Cedercreutz och Beata Christina De Geer (1708-1773) samt från 1765 gift med sin kusins dotter Sara Gustava von Ehrenheim (1746-1778) som var dotter till kammarherren Carl Gustaf von Ehrenheim (1704-1761). Makarna fick åtta barn.
Cedercreutz blev student vid Uppsala universitet 1746 och jaktpage 1753 samt hov- och jaktjunkare. Han blev överjägmästare i Kopparbergs län 1776. Vid sidan av sina jaktuppdrag var han verksam som brukspatron på Ludvika bruk 1775-1796. Det var Johan Axel Cedercreutz som lät uppföra den nuvarande herrgården och ena flygelbyggnaden 1786 sedan den äldre huvudbyggnaden och västra flygeln brunnit ner 1783. Med stor sannolikhet var det han som under 1770-talets senare hälft lät bygga nuvarande huvudbyggnad på Sunnansjö herrgård. Enligt sägnen ska den ha uppförts som en gåva till en älskarinna. När Johan Axel Cedercreutz avled 1796 delades bruksegendomen upp i andelar mellan arvingarna, och den dagliga driften sköttes av olika bruksförvaltare 1796-1823 innan den 1823 såldes till brukspatron Anders Pettersson Wetterdal (1771-1840).